# 最高法院舊廂

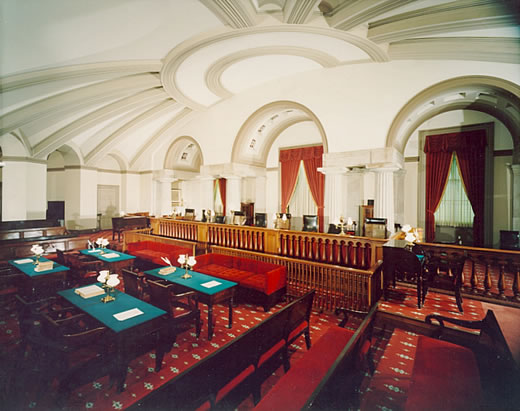
自西南方看過去的廂房

最高法院舊廂位於美國國會大廈北翼地面層。該廂房在1800年至1806年間曾是美國參議院舊議事廳的下半層。在建起拱形頂與上層的參議院議事廳隔開後，在1810年至1860年間改為美國最高法院審判庭使用。而在參議院遷移至現址後，最高法院又跟著搬到樓上，此廂房則成為法律圖書館。如今已被翻修回法院庭審時的原貌。

## 歷史和用途
國會大廈北翼於1793年由喬治·華盛頓總統奠基後動工。內裝還未完工，本位於費城國會廳參議院就已於1800年11月自其1791年以來的原址遷入。廳內的裝修，包括樓上的公眾旁聽席，最終於1805年初竣工，適於塞繆爾·蔡斯彈劾案審判開庭之前。使聯邦政府得以遷入華盛頓特區。國會大廈當時唯一完成的北翼最初一舉容納進美國國會兩院、國會圖書館和最高法院。除蔡斯的彈劾審之外，湯瑪斯·傑佛遜總統1801年的就職典禮也在此舉行。

### 分為上下兩層

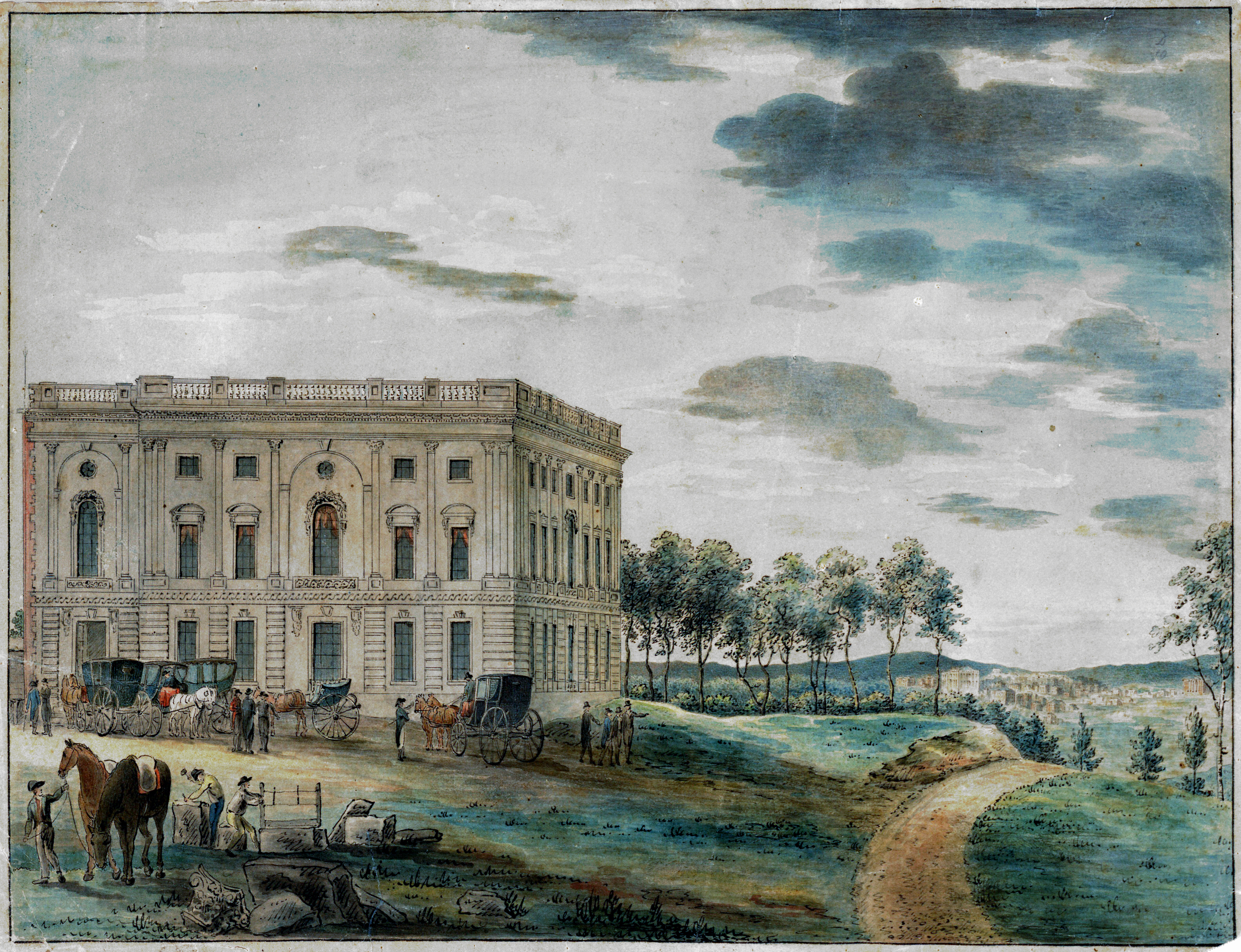
1800年剛竣工的北翼

1806年，北翼因過度使用而致破敗，亟需整修。當時的國會大廈建築師班傑明·亨利·拉特羅布決定藉此修繕機會將議事廳上下一分為二以拓展國會大廈空間。上半部將作為參議院的新議事廳（現稱美國參議院舊議事廳者），下半部則供最高法院使用。
拉特羅布所設計的拱形天花板，其尺寸和結構在美國史無前例。房間深50英尺（15）寬74英尺8英寸（22.76）。1806年11月開工拆除參議院原有兩層會議廳，連同樓上廂房，延續到1810年。過程中出現悲劇，拉特羅布的助手John Lenthall過早拆除天花板中央的木質撐架，因而身亡。此舉有違拉特羅布的通告，未完工的磚石天花板塌下來砸在作業中的Lenthall身上。Lenthall之死重挫了整修的進度，和拉特羅布的建築師聲譽，有待在其後的職涯中努力重建。

### 1814年大火與災後重建

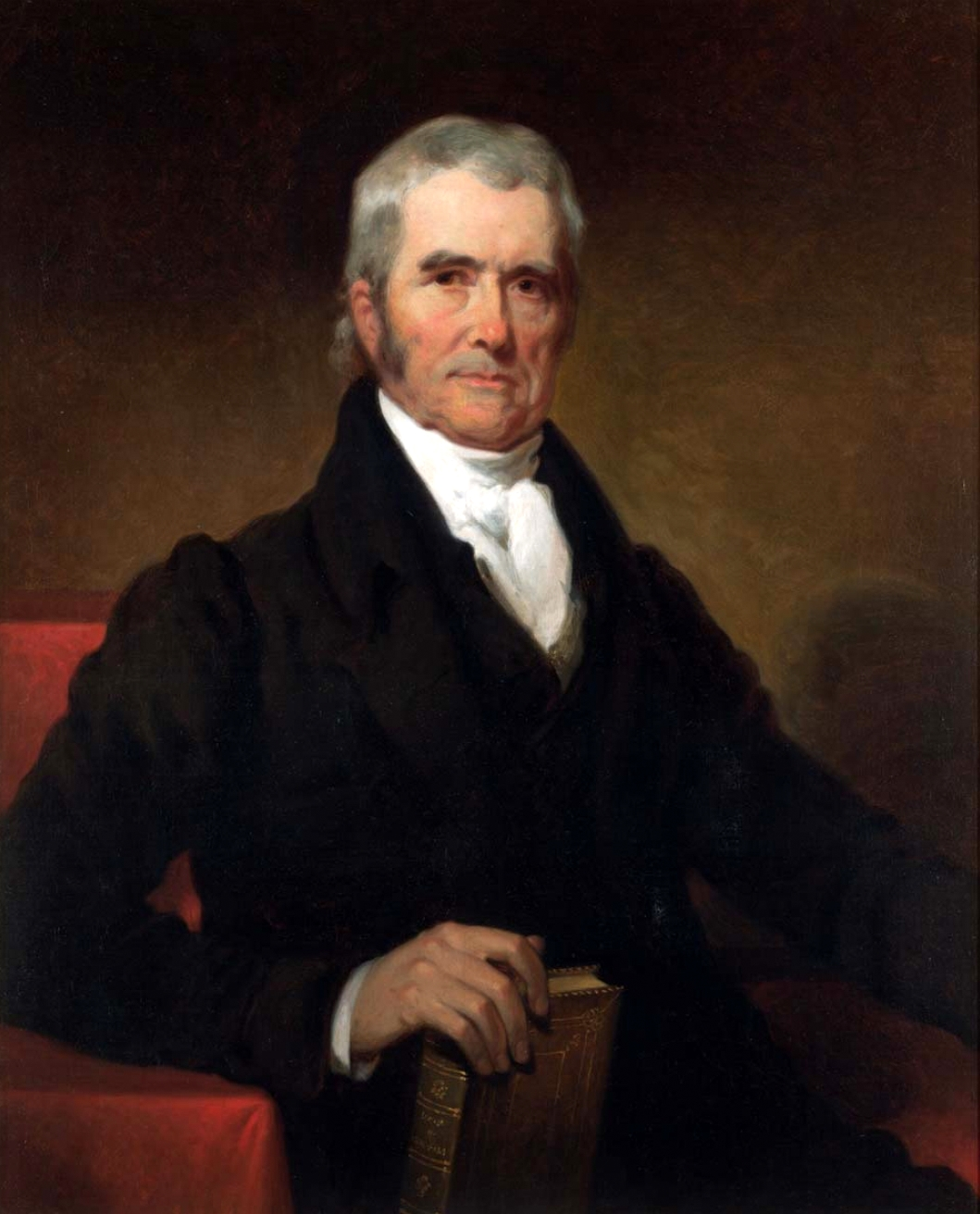
首席大法官約翰·馬歇爾

最高法院幾乎還未曾於此審過案件，法官們就因面臨大不列顛在1812年戰爭中的武力進逼華盛頓而逃逸。1814年8月24日，英軍佔領華盛頓，燒毀多座政府大樓，包括國會大廈南北兩翼。北翼儘管大部被燬，但帶有拱形天花板的議事廳卻倖存下來。拉特羅布出於安全考量還是下令拆除天花板並於1815年重建。兩年後，拉特羅布辭職，議事廳於1819年在繼任者查爾斯·布爾芬奇手上完工，趕上了最高法院下個庭期。
1844年，山繆·摩斯在該廂房間首次展示巴爾的摩-華盛頓電報線，發送出訊息“天工”（"What hath God wrought"）。
最高法院其後四十一年一直在此辦公，直至1860年。在此期間，法院審理了若干具里程碑意義的案件，如《麥卡洛克訴馬里蘭州案》、《吉本斯訴奧格登案》、《史考特訴山福特案》、及《合眾國訴阿米斯塔德號案》。有兩位首席大法官——約翰·馬歇爾和羅傑·坦尼——在此擔任過最高法院主審。

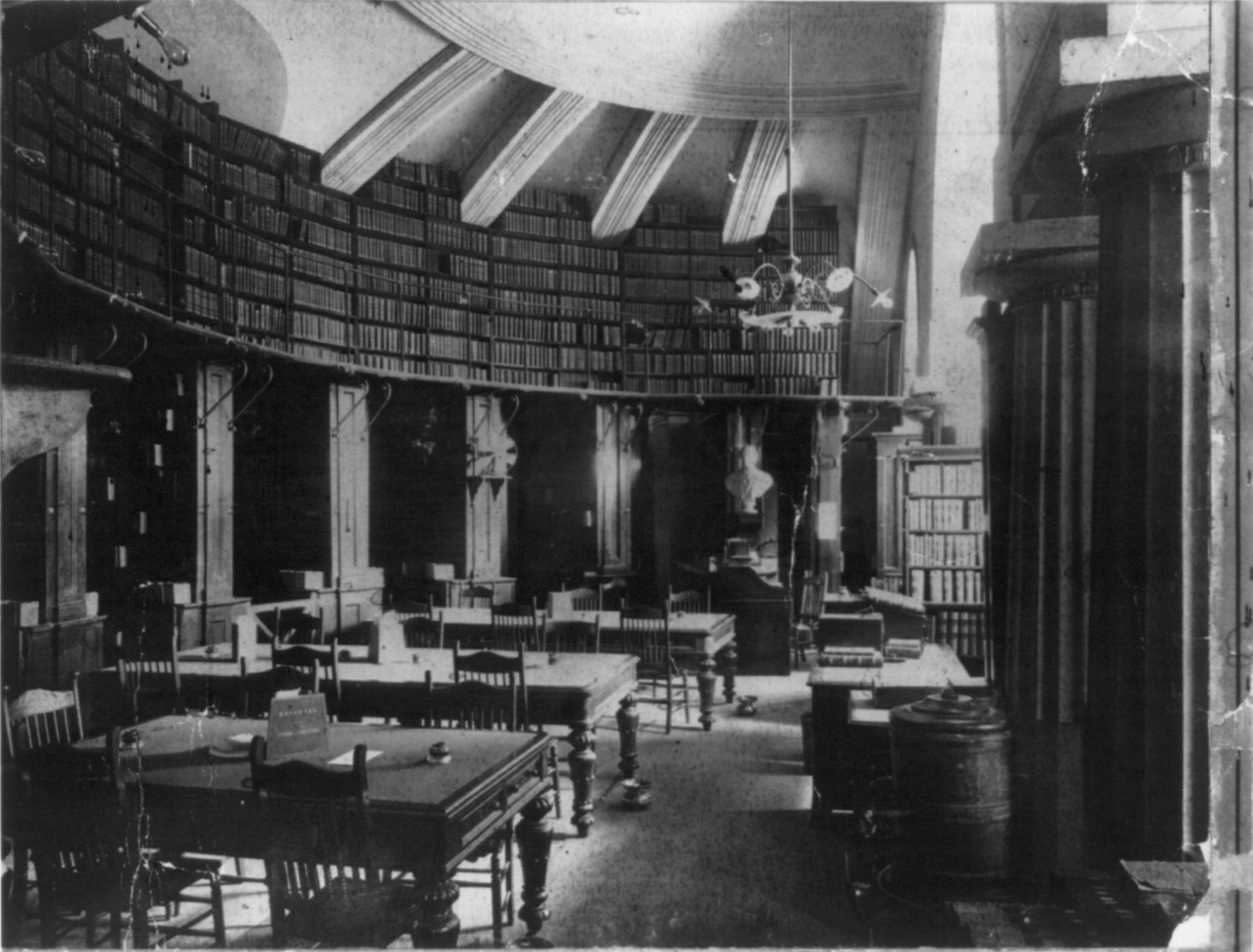
1860年至1941年，該廂房曾為美國國會法律圖書館

### 最高法院時期之後，與翻修
在最高法院於1860年遷至樓上的美國參議院舊議事廳後，此廂房被當作美國國會法律圖書館直至 1941年。在最高法院搬離國會大廈，遷入今美國最高法院大樓後，該廂房又先後被充作參考用圖書館，及1955年至1960年間的原子能聯席委員會會議室。在1960年至1972年間，該廂房就是個庫房，直到後來國會議決恢復其美國內戰前時期的舊貌以供一般民眾參觀。
一張1854年的廂房內部示意圖被用以確認室內傢俱的擺設佈局，一幅約翰·馬歇爾的肖像圖則提供了紅木欄桿和地毯圖樣的線索。美國國會大廈現存的傢俱，連同羅傑·坦尼的座位等回捐物品一併被運回廂房內。1975年，廂房對外開放作為博物館迄今。

## 最高法院舊廂內的藝術品

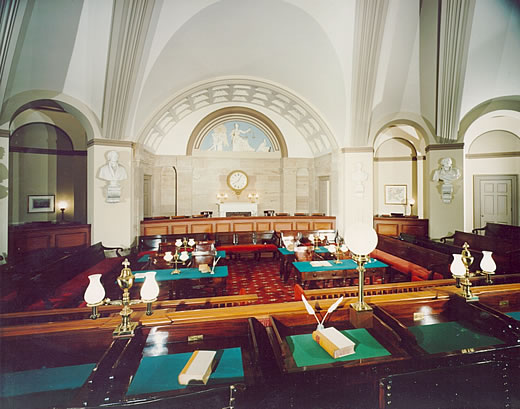
從審判臺上看過去的審判庭

最高法院舊廂內有幾件引人注意的藝術品，其中有四座最高法院前首席大法官的大理石半身像：約翰·傑伊、約翰·拉特利奇、奧利弗·埃爾斯沃思和約翰·馬歇爾。在2023年2月9日之前，隔鄰的袍服室內還可看到羅傑·坦尼的半身像，那裡是遊客進入廂房的入口。壁爐上方有座疑為羅傑·坦尼所購置的鐘，據傳經他下令撥快五分鐘以加速庭訟中的反應。鐘上方是正義女神的石膏浮雕，因未蒙眼而引人注目。一旁伴隨著的是美利堅：一個帶翼的小夥子，手持的美國憲法被頂上一顆明星照亮，也落在正義女神未蒙的眼中，儘管雕塑家並未明示這點。一隻雄鷹守護法律書籍，一隻貓頭鷹居於正義之下，這兩隻鳥在整座雕塑最是出彩。浮雕由Carlo Franzoni創作於1817年。

### 坦尼爭議

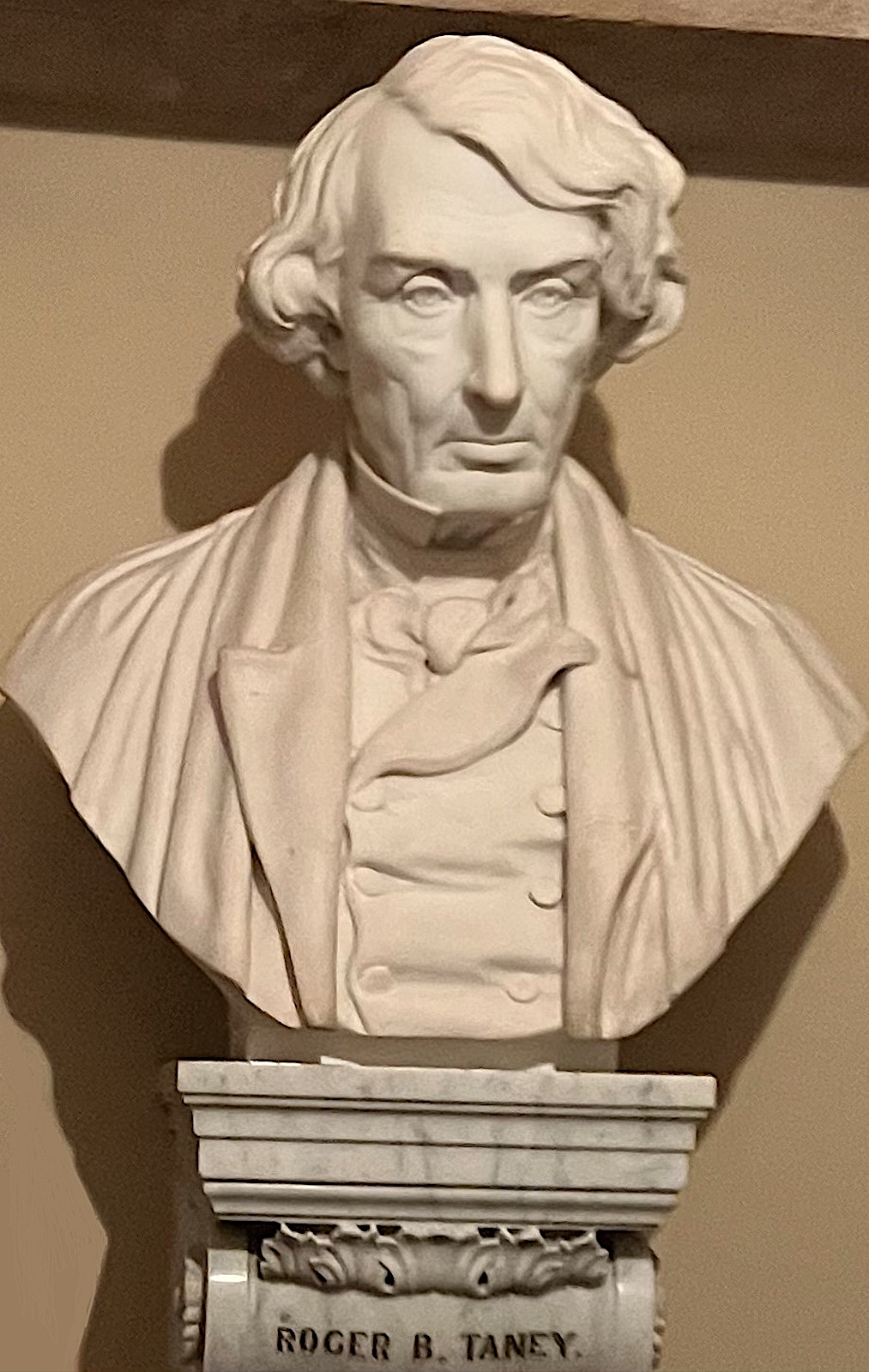
最高法院舊廂內的塔尼半身像，爭議的根源。

2020年7月22日，在喬治·佛洛伊德之死引發的示威活動期間，美國眾議院以305對113的票數通過決議，自國會大廈移除前首席大法官羅傑·B·坦尼的半身像（以及在美國內戰期間參與美利堅聯盟國的諸成員之紀念像），代之以民權捍衛者瑟古德·馬歇爾大法官的半身像。該法案要求在成案後30日內移除國會大廈最高法院舊廂旁的舊袍服室內的坦尼半身像。該法案(HR 7573)另創建出「取得馬歇爾半身像的流程…兩年內一取得馬上安放至該處」。該法案於2020年7月30日（S.4382）送交共和黨主導下的參議院後，進了規則和管理委員會，自此無聲無息。
2021年6月29日，美國眾議院以285票對120票表決通過決議，包含67名共和黨籍眾議員在內，同意自國會大廈中將該半身像替換為瑟古德·馬歇爾的半身像，並移除掉支持聯盟國諸人的紀念像。
2023年2月9日，羅傑·坦尼的半身像正式自華盛頓特區的美國國會大廈中移除，代之以紀念瑟古德·馬歇爾大法官的藝術新作。全仗班·卡定和克里斯·范荷倫兩位馬里蘭州的民主黨籍聯邦參議員，及同州同黨聯邦眾議員史丹利·霍耶的共同努力。

## 照片集

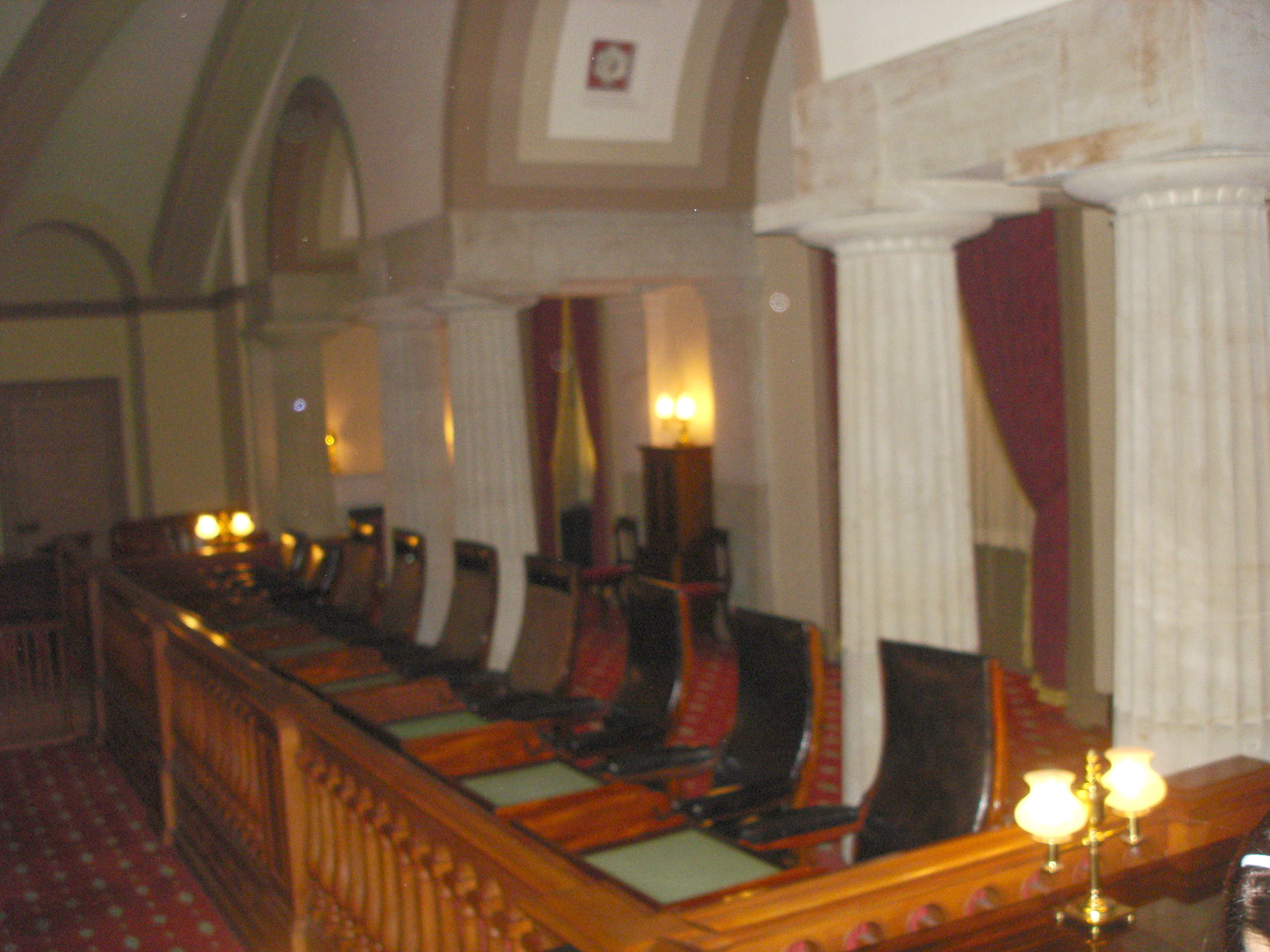
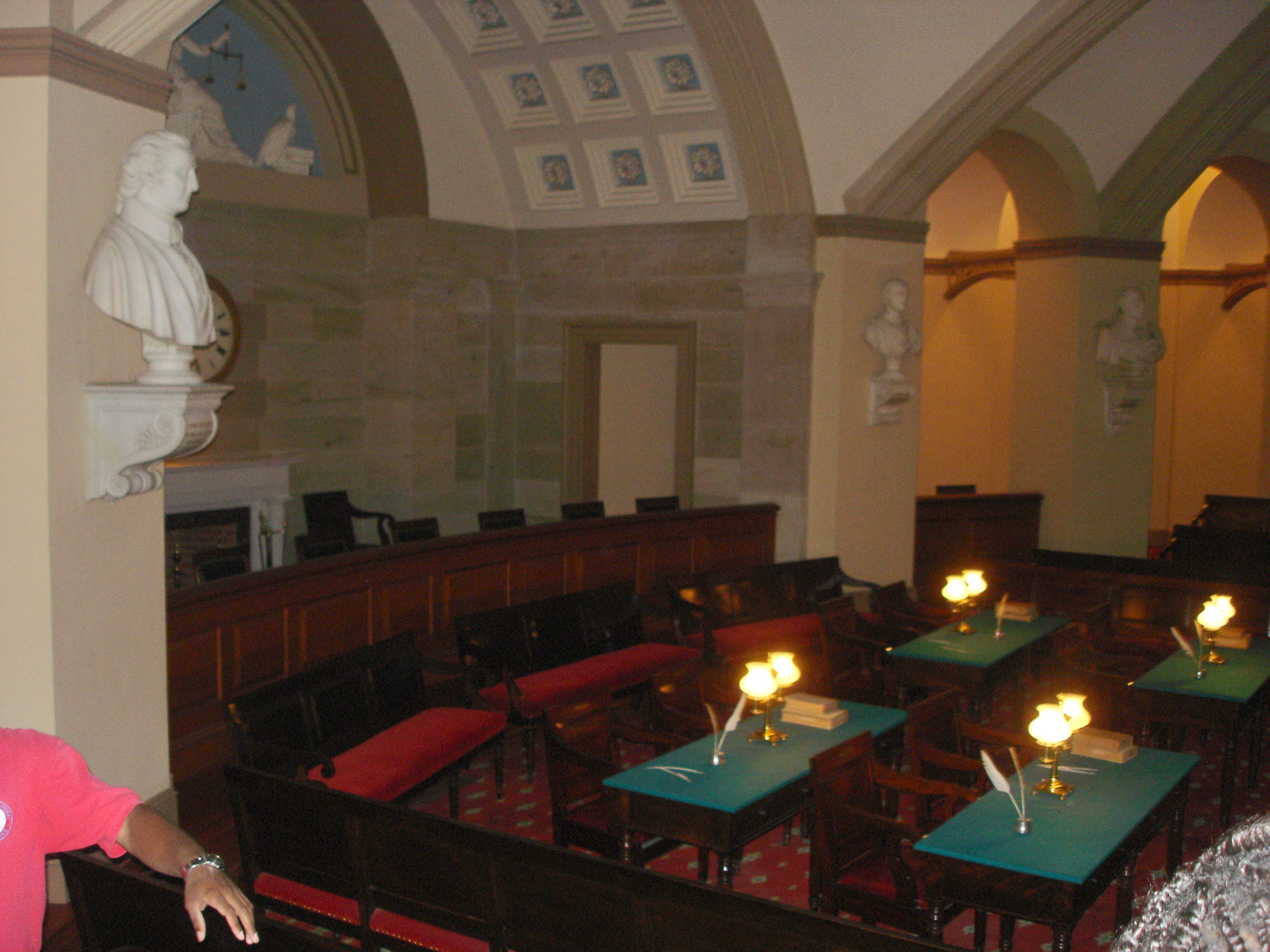
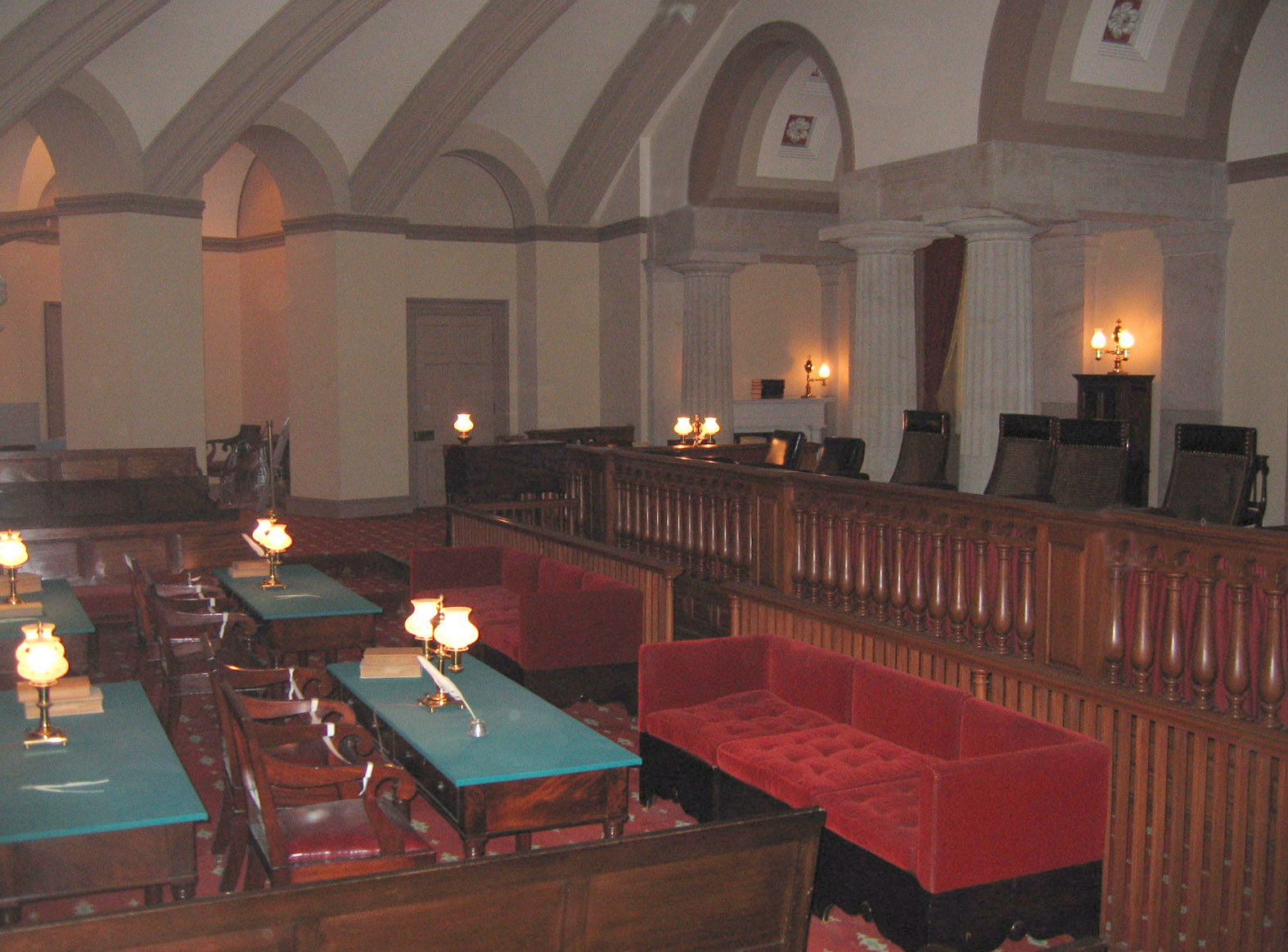
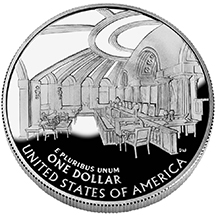
2005年的首席大法官約翰·馬歇爾銀元（英语：Chief Justice John Marshall silver dollar）背面是馬歇爾任期內的最高法院審判庭